# بروتوكول التحكم بالنقل متعدد المسارات (Multipath TCP)
Multipath TCP (MPTCP) هو جهد مستمر لمجموعة عمل Multipath TCP التابعة لفريق عمل هندسة الإنترنت (IETF)، والتي تهدف إلى السماح لاتصال بروتوكول التحكم في الإرسال (TCP) باستخدام مسارات متعددة لزيادة الإنتاجية وزيادة التكرار.
في يناير 2013 ، نشرت IETF مواصفات Multipath كمعيار تجريبي في RFC 6824. تم استبدالها في مارس 2020 بمواصفات Multipath TCP v1 في RFC 8684.